# Wipfratal
Wipfratal (lett.: «valle della Wipfra») era un comune tedesco della Turingia.
Non esisteva alcun centro abitato denominato «Wipfratal»: si trattava pertanto di un comune sparso.

## Storia
Il comune di Wipfratal fu creato nel 1994 dalla fusione di alcuni piccoli comuni.
Venne soppresso nel 2019 e aggregato alla città di Arnstadt.